# Bonsoir John-John
Singles de France Gall
Je me marie en blanc
(1966) La Rose des vents
(1966)
Bonsoir John-John est une chanson de France Gall. Elle est initialement parue en 1966 sur un EP et sur l'album FG (communément appelé Les Sucettes),.

## Développement et composition
La chanson a été écrite par Gilles Thibaut et Claude-Henri Vic. L'enregistrement a été produit par Denis Bourgeois.

## Listes des pistes
EP 7" 45 tours Bonsoir John-John / La Rose des vents / La Guerre des chansons / Boom boom (1966, Philips 437.259 BE)
A1. Bonsoir John-John
A2. La Rose des vents
B1. La Guerre des chansons
B2. Boom boom

## Classements
Bonsoir John-John / La Rose des vents / La Guerre des chansons,,
| Classement (1966)                       | Meilleure position |
| --------------------------------------- | ------------------ |
| Belgique (Wallonie Ultratop 50 Singles) | 15                 |